# Vasile Ghica
Vasile Ghica (n. 8 noiembrie 1940, Priponești, județul Galați) este un scriitor român. 
Este cunoscut și apreciat mai ales în calitate de scriitor de aforisme.

## Biografie[1]
A absolvit liceul "Gh.Roșca Codreanu” din Bârlad, apoi facultatea de Filologie din cadrul Universității "Al.Ioan Cuza” Iași în 1965.
După absolvirea facultății, a lucrat ca profesor la o școală din Matca, iar apoi a predat la alte școli din Tecuci. Între anii 1991-2000, a fost inspector de specialitate la Inspectoratul Școlar Județean Galați.
A inițiat, în 1989, Ziua Cercetașului care se serbează la Tecuci în fiecare an pe data de Sf.Constantin și Elena (21 mai), la care vin sute de cercetași din diferite zone ale țării.

## Opera literară[2]
Ca scriitor, a început să scrie versuri înainte de a intra la liceu.Ca student, a publicat în revisele "Contemporanul” și "Viața studențească”.A făcut parte din subredacția ieșeană a revistei studențești.
A debutat editorial în anul1989 cu volumul de aforisme "Surâsuri migdalate”(aforisme) la Editura Junimea”din Iași.
A publicat în numeroase reviste: "Ateneu”,Cronica "Porto-Franco”, "Dunărea de Jos” "Lumină Lină”(S.U.A.),Le Courier International de la Francophilie(Galați), "Literatură și artă”(Rep.Moldova,), "Antares”, , "Flacara” , "Vremea” , "Totuși iubirea”, "Flacara lui Adrian Păunescu”, "Viața Liberă”, "Radio-România Cultural”, "Cultural TV”, "Național TV”, "Radio Actualități” , "Radio Iași”.
Aforismele sale au o mare anvergură în toate mediile culturale. Unele dintre ele au fost date ca subiecte și la examenele de bacalaureat. 
Este membru al Uniunii Scriitorilor din România, filiala Bacău și cetățean de onoare al localității natale (Priponești). 

### Aforisme
- Surâsuri migdalate”(1989);
- Cristale de fum(1991);
- S.O.S.Iubirea!(1995);
- Recviem pentru mileniul doi (ediție bilingvă:româno-franceză)(1997);
- Răscruce de milenii(1997) (ediție bilingvă română-engleză);
- Chef pe Titanic(2008)
- Perdafuri(2009);ediție bilingvă, română- turcă;
- două volume pe internet la adresele: www.citatepedia.ro și www.varox.ro
- În ghearele râsului(2011);
- Rezervație gri(2011)

### Versuri
- Spălător de cadavre (2007);

Versurile din placheta "Spălător de cadavre” sunt interogații lirice generate de derapajele condiției umane actuale.

### Proză umoristică
- La balamac,birjar! (2008)

În "La balamuc,birjar!”, scriitorul divaghează umoristic diverse citate ale unor personalități ilustre.

### Mic dicționar enciclopedic
- Nasc și la Tecuci oameni

Aceasta este una dintre cele mai vaste lucrări ale scriitorului, și este o enciclopedie a personalităților care s-au născut în zona Tecuci.

## Premii literare
- Premiile filialei Bacău 2009
- Premiul de onoare "Naji Naaman" la Concursul Internațional de Literatură de la Beirut (Liban, 2013)
- Premiul USR, Bacău, 2010
- Diploma de excelență pentru volumul "Chef pe Titanic" acordat de Uniunea Scriitorilor din România (2010)
- Premiul I pentru volumul "Un posibil manual de dirigenție" la Concursul Național de Creativitate Didactică (1999)
- Premiul pentru proză ultrascurtă pentru volumul "În ghearele râsului" acordat de Uniunea Scriitorilor din România (2012) Arhivat în 9 martie 2016, la Wayback Machine.